# Benito Medero
Benito Medero Sorhuet, von seinen Vertrauten „Betín“ genannt, (* 1922 im Departamento Flores; † 14. Februar 2007 in Montevideo) war ein uruguayischer Politiker.
Medero gehörte der Partido Nacional an. Von 1954 bis 1955 hatte er in seinem Heimatdepartamento Flores, in dem er als Estanciero wirkte, das Amt des Intendente inne. In den 1950er Jahren gründete er gemeinsam mit Alberto Gallinal Heber, Carlos Frick Davie und Carlos Pereira Iraola die Sociedad de Praderas, eine ehrenamtliche Gesellschaft, die sich mit der Steigerung der Produktivität des uruguayischen Weidelandes befasste. Im darauffolgenden Jahrzehnt schuf und leitete er unter Nutzung neuseeländischer Technologien und mit Unterstützung seitens der Weltbank den Plan Agropecuario mit derselben Zielrichtung. Von 1962 bis 1964 war er Präsident der Asociación Rural del Uruguay. Zwischen 1963 und 1964 saß er im Concejal Departamental und hatte dort in den 1960er Jahren den Vorsitz inne. In der Folgezeit wurde er als Abgeordneter von Flores in die Cámara de Representantes, das Repräsentantenhaus von Uruguay, gewählt und übte dort vom 15. Februar 1967 bis zum 11. September 1969 sein Mandat aus. Später berief ihn Präsident Juan María Bordaberry, als dessen guter persönlicher Freund er galt, vom 1. März 1972 bis zum 3. Dezember 1974 als Landwirtschaftsminister von Uruguay. Übergangsweise war Medero auch Verteidigungsminister.
Er war mit Julieta Ranzini Puig verheiratet und hatte mit ihr drei Söhne und drei Töchter. Seine Tochter Rosario Medero ist ebenfalls als Politikerin aktiv und kandidierte 1999 erfolglos für einen Sitz im Senat. Medero wurde am 15. Februar 2007 auf dem Cementerio de Trinidad beerdigt.